# Nouveaux saints russes de France
Les Nouveaux saints russes de France sont cinq saints orthodoxes d'origine russe ayant vécu en France et qui ont été canonisés en 2004 par le patriarcat de Constantinople.
1. Alexis d'Ugine (+1934), prêtre Alexis Medvedkov, ses reliques ont été transférées du cimetière d'Ugine en Savoie au monastère de Bussy-en-Othe (Yonne) (22 août).
2. Marie de Ravensbruck (1891+1945), moniale Marie Skobtsov, martyre (31 mars).
3. Dimitri de Dora (+1944), prêtre Dimitri Klépinine, martyr.
4. Élie d'Auschwitz (+1942), Élie Fondaminsky-Bounakov, martyr[1].
5. Georges de Buchenwald (+1944), sous-diacre Georges Skobtsov, martyr.